# Zombillenium
Zombillénium è un film d'animazione del 2017 diretto da Arthur de Pins e Alexis Ducord, adattamento dell'omonimo fumetto opera dello stesso de Pins.

## Trama
Il protagonista, Hector Saxe, è un ispettore del lavoro rigoroso e molto meticoloso. Questo però causa un certo distacco dalla figlioletta Lucie, di cui non ha quasi mai tempo da dedicare. Dopo aver portato la figlia a scuola, improvvisamente una ragazza a bordo di una scopa volante gli attraversa la strada, causando un incidente. Andato in un bar per calmarsi, i clienti abituali gli rivelano che vicino al loro paese c'è Zombillennium, un parco dei divertimenti alquanto strano, e che sono convinti che sia popolato da mostri veri come vampiri, lupi mannari e zombie. Secondo la storia, molti anni prima del parco, lì vi era una miniera dove lavoravano centinaia di operai. Essi trovarono per caso una porta dell'inferno e, nell'aprirla, scatenarono una enorme esplosione e tutti i presenti morirono. Il diavolo prese le loro anime, obbligandoli infine a lavorare nel parco.
Hector, rimanendo scettico, ammette di non sopportare quel parco e intende fare un'ispezione a sorpresa, progettando di farlo chiudere se troverà delle irregolarità. I contadini lo avvertono che tutti quelli che hanno interferito con Zombillennium non sono mai più tornati. Per nulla spaventato, Hector si reca al parco. Inizialmente deserto, davanti a Hector compare il direttore del parco, Francis von Bloodt, un vampiro sotto mentite spoglie, che gli fa da guida, assicurandogli la massima sicurezza e funzionalità del parco. Hector rivede infine la ragazza vista in precedenza e decide di seguirla, scoprendo il lato soprannaturale del parco. Francis, vedendo che Hector ha visto troppo, lo morde.
Il giorno dopo, viene dichiarato che Hector è morto e sua figlia è costretta a vivere in collegio. Hector si risveglia nella sala del direttore in compagnia della sua guardia del corpo, il lupo mannaro Gordok. Confuso, i due gli rivelano che è morto e che ora fa parte di Zombillennium. Sia Francis che Gordok hanno morso Hector, ma non sanno ancora in che mostro si sia veramente trasformato. Decidono quindi di farlo cadere già dal palazzo. Non mostrando alcuna capacità, arrivano alla conclusione che sia diventato uno zombie.
Confuso e spaventato, Hector scappa dal parco per tornare da Lucie, ma durante il tragitto il suo corpo inizia a cambiare, scoprendo di essere diventato un demone. Raggiunto il villaggio, un contadino conosciuto al bar inizia a sparargli, costringendolo a scappare. Dopo una breve visita a Lucie, nonostante il suo nuovo aspetto, Hector riesce a farsi riconoscere come suo padre. A trarlo in salvo arriva Gretchen, una giovane strega ribelle e sarcastica, con una forte personalità e un talento innato per la magia, figlia del diavolo (che cerca di tenere nascosto) e stagista del parco.
Sconvolto per la sua nuova condizione, Hector torna a Zombillennium, dove conosce Sirius, uno scheletro morto negli anni ottanta, capo di un sindacato per i diritti civili e Aton, una mummia, che diventano suoi inseparabili amici, aiutandolo ad ambientarsi nel suo nuovo mondo. Hector scopre che il parco divertimenti non è solo un luogo di lavoro, ma anche un posto sicuro per la maggior parte dei mostri del mondo, che sono scacciati dagli esseri umani. Una ventina di anni fa, il direttore del parco, Francis von Bloodt, fece un patto col diavolo: egli avrebbe trasformato Zombillennium in un parco divertimenti guadagnando enormi profitti e in cambio sarebbe diventato un rifugio sicuro per i mostri, e avrebbe avuto in cambio tutte le anime che il diavolo aveva preso nella miniera.
Tuttavia, il parco sta lentamente andando in rovina a causa della diminuzione dei clienti. Il diavolo intende chiudere il parco poiché non più proficuo. Il direttore chiede ancora un po' di tempo, certo di poter ridare successo al parco, e il diavolo gli concede solo due settimane. Francis von Bloodt avverte tutti i dipendenti della crisi economica del parco e intende trovare investitori umani che possano trovare interessante il parco. Steven, il vampiro più affascinante e famoso del parco, con un fascino magnetico che nasconde la sua vera natura minacciosa, propone che i mostri debbano essere più romantici e sensuali e che ormai lo splatter e la paura sono cose superate in un mondo moderno e che solo i mostri più belli devono stare nel parco. Ma Hector si fa avanti, dichiarando che, con le sue capacità e competenze, rimetterà in sesto il parco con l'aiuto dei suoi amici, riportando il terrore di una volta. Anche Gretchen vorrebbe entrare in azione e, con i suoi poteri, potrebbe rinnovare completamente il parco. Tuttavia, il direttore glielo impedisce, in quanto lei è solo una stagista e deve restare lì per imparare. Unendo le forze, Hector e i suoi compagni iniziano a riparare le attrezzature del parco e a inventare nuovi metodi per spaventare. Nel frattempo, Lucie, avendo visto i manifesti del parco, cerca in vari modi di scappare dalla scuola per raggiungere suo padre, ma viene fermata ogni volta dalla sua insegnante.
Lentamente, Hector e il suo gruppo diventano sempre più famosi all'interno del parco, superando persino la fama di Steven, che, infuriato per essere stato deriso durante il suo lavoro, scatena un putiferio e viene ripreso dal direttore. Quella notte, tutti i mostri festeggiano il plenilunio, momento in cui sono liberi dal lavoro. Il gruppo si intrufola in un concerto di vampiri, dove si sta esibendo Gretchen. Hector la sfida a una gara musicale a colpi di chitarra. Magicamente, il duo crea una potente canzone che avvicina mostri e vampiri, solitamente in conflitto tra loro.
Al sorgere del sole, mentre il gruppo osserva l'alba, riceve la visita di Gretchen. Alcuni mostri hanno sentito voci secondo cui lei sarebbe la figlia del diavolo, ma Gretchen nega subito. Hector le confida di essere preoccupato per Lucie e vorrebbe andarla a cercare. Gretchen gli spiega che ormai è libero di agire come vuole. La giovane strega rivela a Hector che i suoi poteri non sono ancora al massimo e che essi cresceranno quando permetterà al bene di prevalere sul male.
Steven, ascoltando la loro conversazione, inganna Gretchen fingendosi dispiaciuto per il suo comportamento passato. Le dice che, se si esibisse davanti agli investitori, il parco avrebbe un grande successo. Giunti gli investitori, i vampiri, sotto ordine di Steven, bloccano Hector e i suoi amici, sabotando la loro esibizione e confinandoli negli inferi, condannandoli a girare una ruota per l'eternità, controllata da Cerbero.
Mentre Gretchen si esibisce davanti agli investitori, Francis viene distratto, permettendo a Steven di parlare con gli investitori e far firmare loro un nuovo contratto, diventando così il nuovo direttore del parco. Furibonda, Gretchen capisce di essere stata usata e cerca di fermare Steven, ma suo padre, il diavolo, ha acconsentito alle azioni di Steven. Grazie alle nuove leggi di mercato, il parco ha ripreso a guadagnare, e il diavolo ordina a Gretchen di deportare tutti gli zombie negli inferi. Gretchen si rifiuta, ma il diavolo la priva dei suoi poteri e la costringe a lavorare allo stand dello zucchero filato.
Lucie, approfittando di una distrazione dell'insegnante, riesce finalmente a scappare e si dirige verso il parco. Qui incontra Gretchen e, dopo una breve conversazione, scopre che è la figlia di Hector. Nonostante sia priva di poteri, Gretchen, utilizzando la strumentazione del parco, riesce a trasmettere la voce di Lucie in tutto Zombillennium. Lucie implora l'aiuto del padre, ma vengono fermate da Steven, che rapisce Lucie.
Hector, sentendo la voce disperata della figlia, scatena tutto il suo potere, trasformandosi in un demone completo. Dopo aver intimorito Cerbero, fa ritorno al parco con tutti i mostri, pronti a spodestare Steven. Hector soccorre Gretchen per aver aiutato sua figlia, e la ragazza, avendo compiuto un gesto altruista, riottiene i suoi poteri, ora più forti di prima. Mentre Hector affronta Steven per salvare sua figlia, Gretchen utilizza i suoi poteri per aiutare gli zombie a fermare i vampiri. Insieme riescono a salvare Lucie, che stava per schiantarsi su una carrozza delle montagne russe sabotata da Steven. Hector fa spuntare delle ali e riesce infine a salvarla.
Steven fugge dal parco, inseguito dall'insegnante di Lucie. Tutti i presenti rimangono colpiti da quanto accaduto. Gli investitori decidono di firmare un nuovo contratto, reintegrando Francis von Bloodt come direttore. Giorni dopo, Zombillennium è diventato una grande attrazione. Gretchen, ormai grande amica di Lucie, la va a prendere a scuola. Tra Hector e Gretchen sboccia l'amore e, insieme, portano Lucie a fare un giro tra le nuvole.

## Video musicale prequel
Poco dopo l'uscita del film, fu trasmesso un video musicale ufficiale di Zombillenium. Il video funge da prequel e racconta la storia di Sirius quando era ancora vivo. Mostra il giovane musicista dirigersi verso il parco per il suo primo concerto, fino a subire l'incidente che lo ha trasformato in un morto vivente.